# مارفن أوبلر
مارفن كوفمان أوبلر (بالإنجليزية: Marvin Opler)‏ (ولد في يونيو 1914 في بوفالو بولاية نيويورك - 3 يناير 1981) هو عالم أنثروبولوجيا أمريكي، وطبيب نفسي اجتماعي. شقيقه موريس إدوارد أوبلر هو أيضًا عالم أنثروبولوجيا، ودرس شعوب أثاباسكان الجنوبية بأمريكا الشمالية. موريس ومارفين أوبلر هما أبناء آرثر إيه. أوبلر النمساوي المولد، وهو تاجر، وزوجته فاني كولمان هاس. اشتهر مارفن أوبلر بعمله كباحث رئيسي في دراسة الصحة العقلية في وسط المدينة (نيويورك). ألمحت هذه الدراسة التاريخية إلى الضغوط الواسعة النطاق الناجمة عن الحياة الحضرية، فضلاً عن المساهمة في تطوير مجال الطب النفسي الاجتماعي الذي أزدهر في الخمسينيات.

## السيرة الذاتية

### التعليم
التحق مارفن أوبلر بالجامعة في بافالو في الفترة من 1931 إلى 1934. وبينما كان هناك، أصبح رئيسًا في الاتحاد الوطني لطلاب الجامعات. ثم انتقل إلى جامعة ميشيغان، حيث اجتذبته سمعة عالم الأنثروبولوجيا الأمريكية ليزلي وايت. كان إعجاب مارفن أوبلر بعمل وايت مناقضًا لأخيه موريس أوبلر. كان مارفن أوبلر مهتمًا بالعلاقات بين علم النفس والأنثروبولوجيا، وهي مجالات اعتبرها وايت متصلة ببعضها البعض. ولكن لسوء الحظ، كان وايت قد بدأ في الابتعاد عن مجال علم النفس في ذلك الوقت.
حصل مارفن أوبلر على درجة البكالوريوس في الدراسات الاجتماعية من جامعة ميشيغان في عام 1935. وبعد الكلية، واصل مسيرته الأكاديمية في جامعة كولومبيا. حيث أتيحت له الفرصة لدراسة الأنثروبولوجيا في عهد روث بنديكت ورالف لينتون. بينما كان أوبلر في هذا الوقت يدير بعضًا من العمل الميداني الأنثروبولوجي المبكر في قبائل يوتا الجنوبية. وحصل على درجة الدكتوراة بعد الانتهاء من أطروحته الخاصة بالتثاقف من شعب يوتا وبايوت في ولاية كولورادو ويوتا من جامعة كولومبيا في عام 1938.

### العمل الإثنوغرافي المبكر
لاحظ مارفن أوبلر في عمله الخاص بشعبي يوتا وبايوت أن شامانات يوتا وبايوت استخدموا أساليب تحليل الأحلام التي تمتلك سمات مشتركة مع التحليل النفسي، على الرغم من أنها وُضعت بشكل مستقل عن ممارسات الطب النفسي الغربية. كما قام بعمل ميداني أنثروبولوجي بين قبائل أباتشي الشرقية، والإسكيمو، وهنود الساحل الشمالي الغربي في أوريغون. قام أوبلر بتدريس علم الاجتماع والأنثروبولوجيا كرئيس قسم الأنثروبولوجيا في كلية ريد من عام 1938 حتى عام 1943. وفي عام 1943، عُيِّن مارفن أوبلر في وكالة مجلس العمل الحربي.

### الطب النفسي الاجتماعي
التحق أوبلر بدراسة أبحاث الصحة العقلية في وسط المدينة (نيويورك) في عام 1952، والتي ألمحت إلى الضغوط النفسية والاضطرابات النفسية الواسعة النطاق بين سكان المدينة. قاد أوبلر عملية الأسرة العرقية في دراسة وسط المدينة. ركز هذا الجزء من المشروع على العوامل الاجتماعية والثقافية المتعلقة بالصحة العقلية. على الرغم من أن عمل أوبلر كان المقصود منه أن يكون المجلد الثالث من الدراسة، فقد توفي قبل نشرها. تُحفظ المسودة الأكثر اكتمالا لهذا المجلد الثالث مع أوراقه في محفوظات مكتبة العلوم الطبية في كولومبيا. أسفرت أعماله في الطب النفسي الاجتماعي أيضًا عن ملاحظات حول الاختلافات في مظاهر الفصام بين الأشخاص من خلفيات ثقافية متنوعة. وقد وجد بالشراكة مع ليو سيرول دليلًا على وجود علاقة عكسية بين الصحة العقلية والحراك الاجتماعي. في عام 1957، ساعد أوبلر في تأسيس المجلة الدولية للطب النفسي الاجتماعي. في عام 1958، عمل أوبلر في جامعة بافالو الحكومية، التي بقي فيها حتى نهاية حياته المهنية. ثم حُقق معه في عام 1963 لفترة وجيزة من قبل مكتب التحقيقات الفيدرالي، ولكن لم تكن هناك أي عواقب لهذا التحقيق.

## وصلات خارجية
- Buffalo Jewish Hall of Fame
- Marvin Opler on AnthroSource